# Hermano León
Joseph Sylvestre Sauget, más conocido como Hermano León  (Arbois, 31 de diciembre de 1871-La Habana, 20 de noviembre de 1955) fue un botánico, educador y religioso francés radicado en Cuba.

## Biografía
Después de los estudios secundarios en Dijon entra al Instituto de los Hermanos de las Escuelas Cristianas. Parte después a enseñar por un año en 1904 a Canadá, al colegio de Longueil, donde conoce al Hermano Marie-Victorin (Conrad Kirouac).
Llega a Cuba el 10 de septiembre de 1905, para desempeñarse como profesor del Colegio De La Salle en La Habana. Además de desarrollar su labor educativa se dedicó intensamente a la vida científica como botánico. Comenzó a recolectar por las necesidades educativas, plantas y animales de una naturaleza cubana que todavía era poco conocida. Sus ejemplares dieron comienzo a los que serían el Museo del Colegio De La Salle y el Herbario De La Salle (1). Viajó por todo el país en casi cincuenta años durante sus exploraciones que lo hicieron un profundo conocedor de Cuba a la que amó como a su propia patria. Los lugares visitados para sus recolecciones incluyen las costas de La Habana, las llanuras de Pinar del Río, la Isla de Pinos, la ciénaga de Zapata en Matanzas, las sabanas serpentinosas y las lomas de Las Villas, y en Camagüey sus sabanas y las lomas del Chorrillo donde además recolecta plantas fósiles. Recolecta también en Oriente en la Loma del Gato y luego con el botánico sueco Ekman sube el Pico Turquino. Posteriormente, en el extremo más oriental visita Maisí, y las sierras de Nipe y Moa.
El Hermano León publicó unos 70 trabajos, y son numerosas las especies nuevas que descubre. Entre los grupos taxonómicos que prefiere están las gramíneas, los musgos, y los cactus. Pero las palmas es el grupo en el cual más sobresale, por ser descriptor de 38 especies nuevas que permitieron casi duplicar el número de especies cubanas conocidas en su época (77 entonces, 85 actualmente). Con el Hermano Marie-Victorin realiza después de 1938 la obra en francés Itinéraires botaniques dans l'Île de Cuba (Itinerarios Botánicos en la Isla de Cuba), publicada en tres tomos sucesivamente en 1942, 1944 y 1956. Su obra más importante, “Flora de Cuba”, la comienza a los 70 años, y publica el primer tomo en 1946. Por sus problemas de visión y los achaques de la edad no puede continuar esta obra solo, y publica el segundo tomo en 1951 con la colaboración del Hermano Alain (Henri Alain Liogier). En sus cuatro últimos años de vida pierde la visión, que no logra recuperar incluso después de dos operaciones. Esto le impide continuar escribiendo y lo obligan a la pena moral de la inactividad, lo que junto al deterioro físico aceleró su deceso en 1955.
Alain continuaría trabajando sobre los apuntes de León para la publicación de los tomos III y IV, publicados en 1953 y 1957 respectivamente, y siguió trabajando solo en la obra hasta publicar el tomo V en 1963 y un suplemento en 1969. La obra realizada por ambos que resultó monumental.

## Herbario De La Salle
El Herbario De La Salle forma actualmente parte de las colecciones del Herbario Nacional de Cuba (o Herbario de la Academia de Ciencias de Cuba HAC) en el Instituto de Ecología y Sistemática en La Habana.

## Algunas publicaciones
- 1935. Nathaniel Lord Britton, 1859-1934. 5 pp.

### Libros
- 1946. Flora de Cuba. Volumen 2. Contribuciones ocasionales N.º 8, etc, La Habana. Colegio de La Salle. Editor Cultural, 179 pp.

- 1942. Itinéraires botaniques dans l'île de Cuba. Vols. 41-47. Contributions de l'Institute botanique de l'Univ. de Montréal. Editor Institut botanique de l'Univ. de Montréal

- 1933. Catalogue des mousses de Cuba. Volumen 6 de Annales de cryptogamie exotique. Editor Lab. de Cryptogamie du Muséum National d'Histoire Naturelle, 50 pp.

- 1929. La flora fósil de Cuba, en la actualidad

- 1926. Iniciación de los estudios aerológicos en Cuba. Con José Carlos Millás. Editor Imprenta y papelería de Rambla, Bouza y Cía. 28 pp.

- 1918. Las exploraciones botánicas de Cuba: reseña comparativa de la contribución del Dr. N.L. Britton y de los botánicos anteriores, al conocimiento de la flora Cubana. Edición reimpresa de Soc. Cubana de Historia Natural "Felipe Poey", 47 pp.

## Descripciones

### Coccothrinax
- Coccothrinax acunana Léon, en Mem. Soc. Cub. Hist. Nat. Felipe Poey 13: 128 (1939)
- Coccothrinax alexandri Léon, en Mem. Soc. Cub. Hist. Nat. Felipe Poey 13: 122 (1939)
- Coccothrinax bermudezii Léon, en Mem. Soc. Cub. Hist. Nat. Felipe Poey 13: 124 (1939)
- Coccothrinax clarensis Léon, en Mem. Soc. Cub. Hist. Nat. Felipe Poey 13: 147 (1939)
- Coccothrinax garciana Léon, en Mem. Soc. Cub. Hist. Nat. Felipe Poey 13: 143 (1939)
- Coccothrinax guantanamensis (Léon) O.Muñiz & Borhidi, en Acta Bot. Acad. Sci. Hung. 27: 449 (1981)
- Coccothrinax gundlachii Léon, en Mem. Soc. Cub. Hist. Nat. Felipe Poey 13: 149 (1939)
- Coccothrinax hioramii Léon, en Mem. Soc. Cub. Hist. Nat. Felipe Poey 13: 135 (1939)
- Coccothrinax littoralis Léon, en Mem. Soc. Cub. Hist. Nat. Felipe Poey 13: 138 (1939)
- Coccothrinax macroglossa (Léon) O.Muñiz & Borhidi, en Acta Bot. Acad. Sci. Hung. 27: 450 (1981)
- Coccothrinax muricata Léon, en Mem. Soc. Cub. Hist. Nat. Felipe Poey 13: 129 (1939)
- Coccothrinax orientalis (Léon) O.Muñiz & Borhidi, en Acta Bot. Acad. Sci. Hung. 27: 451 (1981)
- Coccothrinax pseudorigida Léon, en Mem. Soc. Cub. Hist. Nat. Felipe Poey 13: 145 (1939)
- Coccothrinax salvatoris Léon, en Mem. Soc. Cub. Hist. Nat. Felipe Poey 13: 125 (1939)
- Coccothrinax saxicola Léon, en Mem. Soc. Cub. Hist. Nat. Felipe Poey 13: 141 (1939)
- Coccothrinax victorini Léon, en Mem. Soc. Cub. Hist. Nat. Felipe Poey 13: 139 (1939)
- Coccothrinax yuraguana (A.Rich.) Léon, en Mem. Soc. Cub. Hist. Nat. Felipe Poey 13: 119 (1939)

### Copernicia
- Copernicia baileyana Léon, en Revista Soc. Geogr. Cuba 4: 22 (1931)
- Copernicia brittonorum Léon, en Revista Soc. Geogr. Cuba 4: 19 (1931)
- Copernicia curbeloi Léon, en Revista Soc. Geogr. Cuba 4: 23 (1931)
- Copernicia fallaensis Léon, en Revista Soc. Geogr. Cuba 4: 21 (1931)
- Copernicia humicola Léon, en Mem. Soc. Cub. Hist. Nat. Felipe Poey 10: 22 (1936)
- Copernicia longiglossa Léon, en Mem. Soc. Cub. Hist. Nat. Felipe Poey 10: 210 (1936)
- Copernicia molineti Léon, en Revista Soc. Geogr. Cuba 4: 25 (1931)
- Copernicia roigii Léon, en Revista Soc. Geogr. Cuba 4: 17 (1931)

### Otraspalmas
- Roystonea lenis León
- Roystonea stellata León
- Roystonea violacea León

### Cactus
- Leptocereus wrightii León
- Melocactus acunai León
- Melocactus guitarti León
- Melocactus harlowii (Britton & Rose) León
- Melocactus matanzanus León

### Leguminosas
- Hymenaea torrei León, en Revista Soc Cub Bot 4:4 (1949)
- Harpalyce angustiflora León & Alain
- Harpalyce flexuosa León & Alain ex Borhidi & O.Muñiz
- Harpalyce maisiana León & Alain
- Acacia cowelli (Britton & Rose) León
- Acacia cupeyensis León, en Contr. Ocas. Mus. Hist. Nat. Colegio De La Salle 9:83 (1950)
- Acacia roigii León, en Contr. Ocas. Mus. Hist. Nat. Colegio De La Salle 9:7 (1950)

### Poaceae
- Aristida neglecta León
- Paspalum acutiflorum León en Britton
- Paspalum edmondi León, en Mem. Torrey Bot. Club 16: 58 (1920)
- Paspalum motembense León, en Bull. Torrey Bot. Club 53: 457 (1926)

### Euphorbiaceae
- Cnidoscolus bellator (Ekman ex Urb.) León
- Cnidoscolus matosii León
- Cnidoscolus quinquelobatus (Mill.) León
- Cnidoscolus regina (León) Radcl.-Sm. & Govaerts

### Otras familias
- Mollugo deltoidea León, en Contr. Ocas. Mus. Hist. Nat. Colegio De La Salle 9: 3. (1950). MOLLUGINACEAE
- Talauma minor Urb. var. oblongifolia León, en Contr. Ocas. Mus. Hist. Nat. Colegio De La Salle 9: 4. (1950). MAGNOLIACEAE
- Magnolia major (Rchb.f.) León. MAGNOLIACEAE
- Annona moaensis León & Alain ANNONACEAE
- Gochnatia gomezii (León) Jervis & Alain ASTERACEAE
- Gochnatia maisiana (León) Jervis & Alain ASTERACEAE
- Dorstenia howardii León. MORACEAE
- Piper baracoanum León, en Revista Soc. Cub. Bot. 5: 76 (1948). PIPERACEAE
- Portulaca tuberculata León, en Contr. Ocas. Mus. Hist. Nat. Colegio De La Salle 9:3 (1950). PORTULACACEAE
- Ximenia roigii León, en Revista Soc. Cub. Bot. 5: 79 (1948). OLACACEAE
- Erythrodes sagreana (A.Rich.) León. ORCHIDACEAE
- Spiranthes squamulosa (Kunth) León. ORCHIDACEAE
- Rhynchospora bucherorum León. CYPERACEAE

- La abreviatura «León» se emplea para indicar a Hermano León como autoridad en la descripción y clasificación científica de los vegetales.[1]